# Delphacodes boxi
Delphacodes boxi är en insektsart som beskrevs av Frederick Arthur Godfrey Muir 1926. Delphacodes boxi ingår i släktet Delphacodes och familjen sporrstritar. Inga underarter finns listade i Catalogue of Life.